# 218 f.Kr.
| 218 f.Kr.          |
| ------------------ |
| Dødsfald - Fødsler |

## Begivenheder
- Den Anden Puniske Krig indledes